# Communauté de communes Berg et Coiron
La communauté de communes Berg et Coiron est une communauté de communes française, située dans le département de l'Ardèche en région Auvergne-Rhône-Alpes.

## Historique
Le projet de schéma départemental de coopération intercommunale (SDCI) de 2015 prévoyait la fusion avec les communautés de communes Ardèche des Sources et Volcans, du Pays d'Aubenas-Vals, du Val de Ligne et du Vinobre, mais le conseil communautaire du 2 décembre 2015 s'est prononcé contre cette fusion, la communauté de communes Berg et Coiron n'ayant pas l'obligation de fusionner avec d'autres structures, deux exemptions le permettant (faible densité : 39,2 habitants par kilomètre carré, et zone de montagne). 
Le 1er janvier 2017, la commune de Lavilledieu quitte la communauté pour rejoindre la communauté de communes du Bassin d'Aubenas ; la communauté de communes Berg et Coiron compte alors 13 communes.

## Territoire communautaire

### Géographie
La communauté de communes est située au sud-est du département de l'Ardèche, sur la route nationale 102 qui assure la transition entre Aubenas et la vallée du Rhône.

### Composition
La communauté de communes est composée des 13 communes suivantes :

| Nom                        | Code Insee | Gentilé          | Superficie (km2) | Population (dernière pop. légale) | Densité (hab./km2) |
| -------------------------- | ---------- | ---------------- | ---------------- | --------------------------------- | ------------------ |
| Villeneuve-de-Berg (siège) | 07341      | Villeneuvois     | 24,61            | 3 031 (2022)                      | 123                |
| Berzème                    | 07032      | Berzemois        | 18,36            | 159 (2022)                        | 8,7                |
| Darbres                    | 07077      | Darbrois         | 16,52            | 269 (2022)                        | 16                 |
| Lussas                     | 07145      | Lussassois       | 16,45            | 1 142 (2022)                      | 69                 |
| Mirabel                    | 07159      | Mirabelois       | 19,9             | 777 (2022)                        | 39                 |
| Saint-Andéol-de-Berg       | 07208      | Saint-Andéolais  | 15,57            | 130 (2022)                        | 8,3                |
| Saint-Germain              | 07241      | Saint-Germinois  | 9,5              | 704 (2022)                        | 74                 |
| Saint-Gineys-en-Coiron     | 07242      | Saint-Gineois    | 13,2             | 119 (2022)                        | 9                  |
| Saint-Jean-le-Centenier    | 07247      | Saint-Jeannais   | 15,16            | 868 (2022)                        | 57                 |
| Saint-Laurent-sous-Coiron  | 07263      | Saint-Laurentois | 15,58            | 120 (2022)                        | 7,7                |
| Saint-Maurice-d'Ibie       | 07273      | Saint Mauriçais  | 23,3             | 213 (2022)                        | 9,1                |
| Saint-Pons                 | 07287      | Saint-Ponnais    | 16,5             | 302 (2022)                        | 18                 |
| Sceautres                  | 07311      | Sceautrois       | 14,64            | 147 (2022)                        | 10                 |

### Démographie
| 1968  | 1975  | 1982  | 1990  | 1999  | 2008  | 2013  | 2018  |
| ----- | ----- | ----- | ----- | ----- | ----- | ----- | ----- |
| 4 346 | 4 157 | 4 720 | 5 099 | 5 733 | 6 814 | 7 310 | 7 768 |

## Administration

### Siège
Le siège de la communauté de communes est situé à Villeneuve-de-Berg.

### Les élus
Le conseil communautaire de la communauté de communes se compose de 32 conseillers, représentant chacune des communes membres et élus pour une durée de six ans.
Ils sont répartis comme suit :
| Nombre de conseillers | Communes                                        |
| --------------------- | ----------------------------------------------- |
| 10                    | Villeneuve-de-Berg                              |
| 4                     | Lussas                                          |
| 3                     | Saint-Germain, Saint-Jean-le-Centenier, Mirabel |
| 2                     | Saint-Pons                                      |
| 1 (+1 suppléant)      | les 7 autres communes                           |

### Présidence
En 2020, le conseil communautaire a élu son président, Jean-Paul Roux (maire de Lussas), et désigné ses sept vice-présidents qui sont :
1. Sylvie Dubois(développement économique, attractivité) ;
2. Michelle Gilly (tourisme, promotion du territoire) ;
3. Driss Naji (environnement, équipements structurants) ;
4. Jean-François Crozier (agriculture) ;
5. Dominique Laville (énergies renouvelables) ;
6. Joseph Fallot (habitat) ;
7. Agnès Dudal (services aux habitants).

Ils forment ensemble l'exécutif de l'intercommunalité pour le mandat 2020-2026.
| Période      | Période                | Identité       | Étiquette | Qualité         |
| ------------ | ---------------------- | -------------- | --------- | --------------- |
| janvier 2004 | 4 février 2022 (décès) | Jean-Paul Roux | DVG       | Maire de Lussas |

### Compétences
L'intercommunalité exerce des compétences qui lui sont déléguées par les communes membres.
- Développement économique : création, aménagement, entretien et gestion de zones d'activités économique, industrielle, tertiaire, artisanale ou touristique, actions de développement économique
- Aménagement de l'espace communautaire : schémas de cohérence territoriale et de secteur, études et programmation
- Environnement et cadre de vie : assainissement non collectif, collecte et traitement des déchets ménagers et assimilés
- Sanitaires et social : aide sociale facultative, action sociale
- Développement et aménagement social et culturel : activités péri-scolaires
- Développement touristique
- Logement et habitat : programme local et opération programmée d'amélioration de l'habitat

### Régime fiscal et budget
La communauté de communes applique la fiscalité professionnelle unique depuis 2016.